# Тишин, Владимир Викторович
Владимир Викторович Тишин (род. 16 января 1963 года, Москва, РСФСР, СССР — 10 декабря 2015 года, Москва, Россия) — советский и российский скульптор, член-корреспондент Российской академии художеств (2012).

## Биография
Родился 16 января 1963 года в Москве, где жил и работал.
А 1985 году — окончил Московское высшее художественно-промышленное училище, кафедра монументально-декоративной пластики, преподаватели: Ю. П. Поммер, С. Н. Волков.
С 1989 года — член Союза художников СССР, России, с 1992 года — член Московского союза художников.
С 1990 по 1991 годы — стипендиат Союза художников СССР.
В 2012 году — избран членом-корреспондентом Российской академии художеств от Отделения скульптуры.
Владимир Викторович Тишин умер 10 декабря 2015 года в Москве.

## Творческая деятельность
Основные монументальные произведения
- памятник Памяти павших в Великой Отечественной войне (совместно с И. Козловым, 2005, Москва);
- памятник «Медсестра» (совместно с В. А. Евдокимовым, 2005, г. Химки);
- въездной знак в дендро-парк «Город Переславль Залесский» (1992, дендро-парк, г. Переславль Залесский);

мемориальные памятники
- С. Ф. Харатонову (1993, г. Переславль Залесский);
- генералу (1985, Москва);
- монументально-декоративные композиции «Королева и паж» (1997, Швеция);
- «Мечта поэта» (1999, Москва, парк «Музеон»);
- «Сон амазонки» (1999, г. Переславль Залесский);
- «Отречение Петра» (2001, г. Алей, Ливан);
- «Лето» (2004, г. Солнечногорск);
- «Святые Зосима и Савватий» (2005, г. Дзержинский Московской области);
- «Рука — птица» (2008, г. Мармарис, Турция);
- «Адам и Ева» (2011, г. Озерск);
- «Геракл» (2013, Украина).

Основные станковые произведения: скульптурных композиции — «Памяти русской деревни» (1990, дерево, США), «Влюбленные» (1999, бронза, Франция), «Бегущая по волнам» (1999, бронза, Франция), «Мадонна» (1995, дерево, Германия), «Святой Себастьян» (2006, дерево, Германия), «Сон о рыбе» (1994, дерево, Германия), «Девушка с веером» (1991, дерево, Япония), «Григорий Сковорода» (1990, дерево, Австрия), портреты — Татлина (2011, бронза), Пикассо (2012, бронза), Л. Баранова (2013, гипс), М. Ю. Лермонтова (2014, бронза).
С 1987 года — участник московских, всесоюзных, всероссийских, зарубежных и международных выставок.
Станковые произведения представлены в музейных и частных собраниях России и за рубежом.

## Награды
- Лауреат всероссийских и международных конкурсов по монументальному искусству.